# Idioma español en Japón

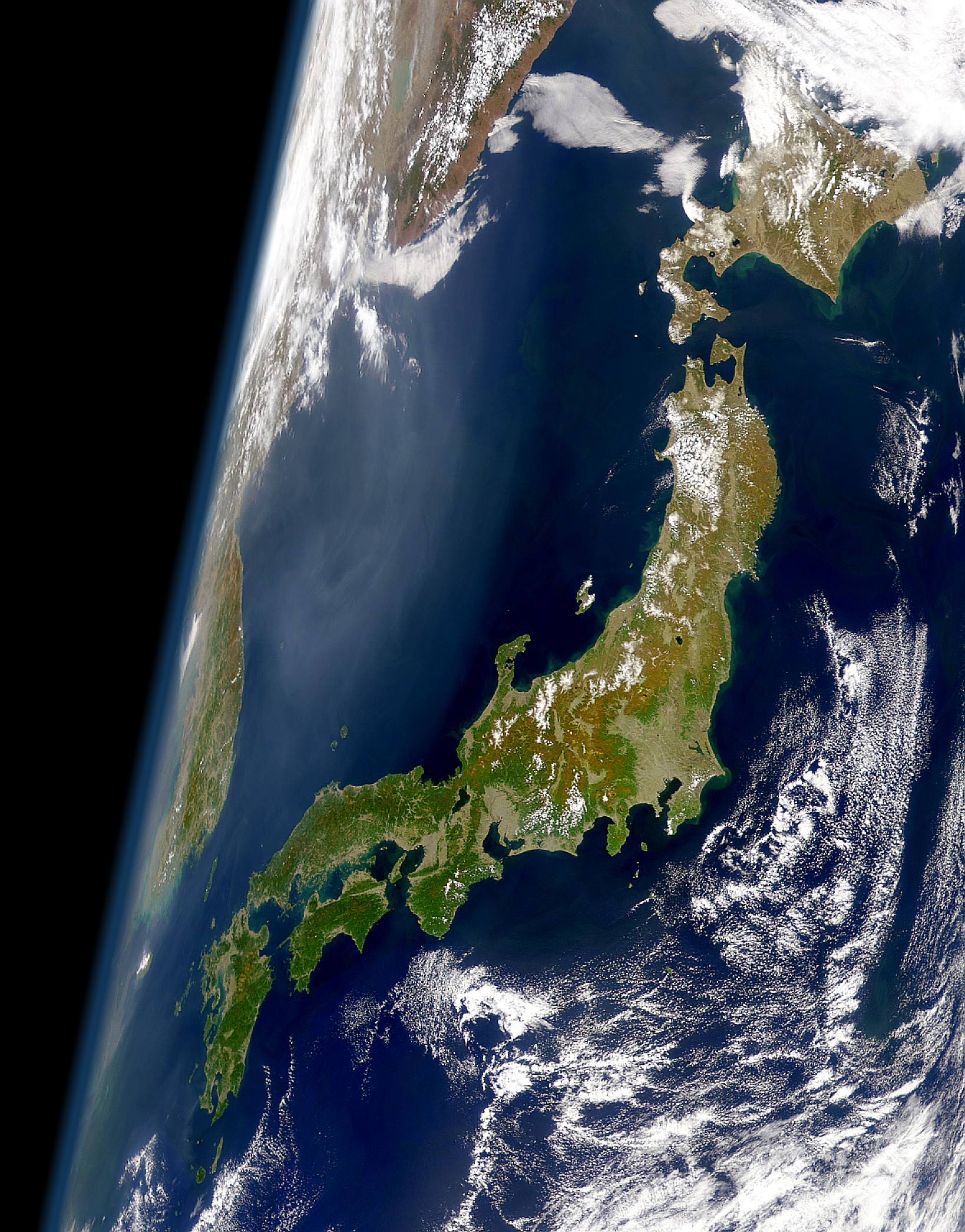
Vista satelital de Japòn

El idioma español en Japón es hablado gracias a la inmigración de hispanohablantes a este país asiático, descendientes de inmigrantes japoneses que llegaron a algunos países de Hispanoamérica a mediados del siglo XX, entre ellos Perú, Uruguay, Argentina, Paraguay, México,  Colombia, Panamá y Costa Rica.

## La enseñanza del idioma
La enseñanza del idioma español es voluntaria en Japón; sin embargo, existe un gran interés por aprenderlo debido a que se le ve como uno de los idiomas más fáciles de aprender para ellos, sobre todo por el parecido en la fonética de las vocales entre el español y el japonés.

## Historia
El primer encuentro de Japón con España tuvo lugar el 15 de agosto de 1549 con la llegada al sur de Japón del misionero jesuita Francisco Javier y otros dos españoles más, uno de ellos un gran lingüista, Juan Fernández; Javier murió en 1552, pero ya en 1592 se publicó una versión japonesa abreviada de la Introducción al Símbolo de la Fe de fray Luis de Granada y luego en 1599 otra abreviada también de la Guía de pecadores del mismo autor; los progresos de la religión occidental alarmaron a los daimios locales y empezó a gestarse la expulsión. Juan Fernández se dedicó durante 18 años a aprender bien el japonés y, según Marcelino Menéndez y Pelayo, editó un Dictionarium Japonicum duplex que se ha perdido. 
En 1630, en Manila, se publicó un monumental Vocabvlario de lapon declarado primero en portvgves con treinta mil palabras, que explica hasta los términos budistas y los tecnicismos de la literatura japonesa. Se publicó en Filipinas porque desde fines del siglo XVI arreciaban las persecuciones contra el Cristianismo hasta que en 1613 se prohibió oficialmente en toda la isla y se inició un período de ruptura que se agrava en 1639 con el inicio del aislamiento del país: a la expulsión de los extranjeros se unió la prohibición a los propios japoneses de ir más allá de sus fronteras. Algunas palabras del español pasaron, sin embargo, al idioma japonés, muy parecido fonéticamente: pan y jabón, por ejemplo. Otro diccionario importante fue el del dominico Diego Collado, que pasó tres años en Japón y en 1632 publicó en Roma su Dictionarium sive Thesauri Iaponicae Compendivm; también escribió una Ars Grammaticae Iaponicae Linguae (1632). 
Con la restauración Meiji cambiaron las cosas y en 1878 se restablecieron las relaciones diplomáticas entre España y Japón. El primer centro donde se impartieron cursos de lengua española fue la Escuela de Idiomas de Tokio, conocida hoy como Universidad de Estudios Extranjeros de Tokio, en 1897. Allí Gonzalo Jiménez de la Espada formó a los primeros hispanistas japoneses, Hirosada Nagata, primer traductor del Quijote a la lengua japonesa y considerado como patriarca del hispanismo en Japón, y Shizuo Kasai. La Universidad de Estudios Extranjeros de Osaka los establece en 1921, pero la mayoría de los departamentos de estudios hispánicos se crearán en las décadas de 1970 y 1980. La primera traducción, incompleta y más bien adaptada, del Quijote, es de 1887. El traductor es Shujiro Watanabe. Otras, igualmente parciales y a través de traducciones inglesas, son de 1893, 1901, 1902, 1914, etc. Y por fin en 1915 se publica la primera traducción japonesa completa en dos volúmenes, hecha por Shimamura y Katakami, también desde el inglés; otra completa entre 1927 y 1928 por Morita, y, al fin, la primera versión directa al japonés se da en 1948: Hirosada Nagata (1885-1973) publica este año gran parte de la traducción directa del original del Quijote, y la completa su discípulo Masatake Takahashi (1908-1984) en 1977; por esta demora se adelanta en 1960-62 el gran precursor del hispanismo literario de Japón, Yu Aida (1903-71).

## Situación actual
Se calcula que unas 78 952 personas son inmigrantes y hablantes nativos en el 2009. El grupo más numeroso es de peruanos con 57 464. Los españoles son 1 521 según el INE para el 2011. Por otro lado, hay unos 60 000 estudiantes japoneses de español según el Instituto Cervantes, sobre todo universitarios, lo cual suma un total de 139 000 hispanohablantes.

## Lectura adicional
- Blair, R. Jeffrey (julio de 1997). «The Role of English and Other Foreign Languages in Japanese Society». The Internet TESL Journal (en inglés) 3 (7). Consultado el 24 de enero de 2014.